# Stéphanie Beuzelin
Pour les articles homonymes, voir Beuzelin.
Stéphanie Beuzelin, née le 17 novembre 1977 à Évreux, est une joueuse de basket-ball française de 1,91 m évoluant au poste de pivot.

## Parcours
- 2000-2005: Évreux (N2 puis N1)
- 2005-2006: Arras Pays d'Artois Basket Féminin (N1).
- 2006-2007: Arras Pays d'Artois Basket Féminin (LFB).
- 2007-2008: ASPTT Aix-en-Provence (LFB).
- 2008-2009: Arras Pays d'Artois Basket Féminin (LFB).

## Palmarès

### Club
- Championne de France N1 et accession en LFB en 2006[1]